# Dromigt
Dromigt ist ein Weiler der Ortsgemeinden Üttfeld und Kesfeld im Eifelkreis Bitburg-Prüm in Rheinland-Pfalz.

## Geographische Lage
Dromigt liegt rund 2,3 km nördlich von Üttfeld und rund 1,4 km südöstlich von Kesfeld auf einer Hochebene. Der Weiler besteht aus einem nördlichen und einem südlichen Teil, die beide rund 450 m voneinander entfernt sind. Es handelt sich um eine Streusiedlung. Der nördliche Teil befindet sich auf der Gemarkung von Kesfeld, der südliche Teil auf der Gemarkung Üttfelds. Umgeben ist Dromigt ausschließlich von landwirtschaftlichen Nutzflächen. Südlich des Weilers fließt ein Ausläufer des Mannerbaches.

## Geschichte
Zur genauen Entstehungsgeschichte des Weilers liegen keine Angaben vor. Die Ansiedlung ist noch heute landwirtschaftlich geprägt und vermutlich aus einem landwirtschaftlichen Anwesen hervorgegangen.

## Kultur und Sehenswürdigkeiten

### Bunkeranlagen
In Dromigt befinden sich mehrere Bunkeranlagen unterschiedlichen Typs des ehemaligen Westwalls.

### Naherholung
Die Ortsgemeinde Üttfeld ist für ihre Lage inmitten der naturbelassenen Landschaft sowie für die aufgelockerte Siedlungsform bekannt. Es gibt Möglichkeiten zum Wandern im Hauptort sowie einige Angebote für Urlauber. Nennenswert ist auch die ehemalige Bahnstrecke der Westeifelbahn, die heute teilweise als Fahrradweg dient.

## Verkehr
Es existiert eine regelmäßige Busverbindung ab Üttfeld.
Dromigt ist durch zwei Gemeindestraßen erschlossen. Östlich des Weilers verläuft die Landesstraße 9 von Niederüttfeld in Richtung Heckhuscheid. Entlang des nördlichen Teils verläuft zudem die Kreisstraße 118 aus Richtung Kesfeld.